# Župna crkva sv. Vida Mučenika u Petruševcu
Župna crkva sv. Vida Mučenika katolička je crkva koja se nalazi u gradskoj četvrti Peščenica - Žitnjak u zagrebačkom naselju Petruševec. Sagrađena  je 1990. godine, a obnovljena je izvana 2017. godine.

## Povijest i arhitektura
Crkva je građena po projektu arhitekta Marijana Turkulina iz 1990. godine. Smještena je u predjelu grada koji obilježava rijetka izgradnja obiteljskih kuća. Svojim oblikovanjem ovaj sakrani objekt nije element širih gradskih vizura. Pred crkvom je formiran pristupni trg slabog javnoga karaktera s perivojnim uređenjem.
Crkva je mala liturgijska građevina, te se u nju ulazi preko ulaznog trijema. Unutrašnji prostor je longitudinalno usmjeren prema prezbiteriju koji se nalazi na kraju prostora. Svetiše je uzdiguno u odnosu na prostor vjernika. U središtu prezbiterija smješten je oltar, na lijevoj je strani ambon, a desno od oltara je svetohranište. Iznad ulaza u crkvu nalazi se kor s pjevalištem. Po bočnim zidovima prostora vjernika raspoređene su postaje križnog puta.

## Galerija
- Pogled na svetište s ulaza u crkvu
- Bočno pročelje crkve
- Skulptura u unutrašnjosti crkve
- Skulptura u unutrašnjosti crkve